# ملاقات با اسپارتی‌ها
ملاقات با اسپارتی‌ها (به انگلیسی: Meet the Spartans) یک فیلم نقیضه آمریکایی محصول سال ۲۰۰۸ است. این فیلم همانند چند فیلم پیش از خود مثل فیلم ترسناک، دیت مووی و فیلم حماسی فیلم‌های متعددی را مورد تمسخر قرار می‌دهد. گرچه این فیلم به فیلم‌ها، نمایش‌های تلویزیونی، افراد و اتفاقات فرهنگ عامه متعددی ارجاع دارد اما بیشتر روی فیلم ۳۰۰ متمرکز است.

## داستان فیلم
لئودیانوس رهبر یونان برای مقابله با ارتش ایران ۱۳ نفر را فرا می‌خواند که آنها را « ۱۳» صدا می‌زنند. این ۱۳ نفر باید از سرزمینشان در برابر سپاه ایران که شامل افرادی مانند پاریس هیلتون، ترانسفورمرز و... است مقاوت کنند و...

## بازیگران
- شان مگوایر
- کوین سوربو
- کارمن الکترا
- کن داویتیان
- دایدریچ بیدر
- تراویز وان وینکل
- آیک بارینهولتز
- نیکول پارکر
- متد من
- فیل موریس
- نیکول آری پارکر
- رابین اتکین داونز